# Алексіс Амор
Алексіс Амор (англ. Alexis Amore, справжнє ім'я Фабіола Мелгар (англ. Fabiola Melgar); нар. 29 грудня 1978, Ліма, Перу) — американська модель та порноакторка.

## Премії та номінації
- 2003 AVN Award nominee — Best All-Girl Sex Scene, Video — Still Up in This XXX[3]
- 2004 1Down.com Best XXX Feature Entertainer
- 2004 Nightmoves Magazine Best Actress
- 2006 AVN Award nominee — Best Tease Performance — Zrotique[4]
- 2006 AVN Award nominee — Best Group Sex Scene, Film — Sentenced[4]